# Veteris
Veteris (geralmente escrita Vitiris, Vheteris, Huetiris e Hueteris) foi um deus céltico atestado por muitas inscrições na Britânia romana. O significado da palavra latina Veteris é "O homem velho" e na França é "LeVieux", desde que o nome veio da região da da Britânia e Normandia ambas as traduções estão relacionadas. Os dedicadores eram usualmente indivíduos particulares e exclusivamente machos. Durante o 3o. século A.C. o culto era particularmente popular entre as classes do exército romano.
O nome de Veteris nunca foi ligado àqueles dos deuses clássicos, mas era invocado com outro deus local, Mogons, em Netherby.

## Centros de culto
Veteris foi cultuado na Britânia romana e pedras de altar erguidas a ele foram recuperadas no Reino Unido, tais como aqueles escavados em:
- Netherby (971 [Mogont Vitire], 973 [Huetiri])
- Carrawburgh (1548 [Veteri], 1549 [Huiteribus])
- Housesteads (1602 [Hueteri], 1603 [Huitri], 1604-7 [Veteribus])
- Hadrian's Wall ((2068 [Veteri], 2096 [Huiteribus])
- Catterick (727)
- Chester-le-Street (1046 [Vitiri], 1047 [Vitiribus], 1048 [Vitbus])
- South Shields (1070c [Ansu Vitiri])
- Lanchester (1087, 1088)
- Ebchester (1103 & 1104 [Vitiri])
- Corbridge (1139 [Veteri], 1140 [Vitiri], 1141 [Vit])
- Benwell (1335 [Vetri], 1336 [Vitirbus])
- Chesters (1455 [Vitiri], 1456 [Veteribus], 1457 [Vitirbus], 1458 [Votris?])
- Great Chesters (1728 [Vetiri], 1729 & 1730 [Veteribus])
- Chesterholm (1697 [Veteri], 1698 [Veteri], 1699 [Veteribus], 1722e & 1722f [Veteribus])
- Carvoran (1793-5 [Veteri], 1796 [Vetiri], 1797 [Vetiriu], 1798 [Viterino], 1799-1801 [Vitiri], 1802/3 [Veteribus], 1804 [Viteribus], 1805 [Vitiribus])

Quarenta altares a este deus foram gravados todos juntos, alguns aludindo a Veteris como uma única entidade, outros a uma versão múltipla, talvez uma tríade. Pouco é conhecido sobre a função específica ou caráter do deus. Ocasionalmente, há uma iconografia associada com Veteris: por exemplo, um altar de Carvoran está decorado com imagens de um porco do mato e uma cobra, porco do mato indicativo de caçada ou guerra e a cobra, cura ou morte.

## Etimologia
Veteris pode, possivelmente, estar relacionado à raiz proto-céltica *weto- significando 'ar' ou *wī-ti- significando 'comida'.